# Otis y Adina Johnson
Otis Johnson y Adina Johnson son los padres de Alicia, Otis Jr y Cloak Johnson en los cómics estadounidenses publicados por Marvel Comics.

## Historial de publicación
Los personajes, fueron creados por Bill Mantlo y Rick Leonardi, hicieron su única aparición en Cloak y Dagger # 4 (enero de 1984).

## Biografía ficticia
Si bien sus nombres nunca han sido revelados en los cómics, para la conveniencia de esta sección, serán mencionados por sus nombres en la serie de televisión con su hijo llamado Otis Jr. Michael y Adina tuvieron cuatro hijos, Tyrone, Otis Jr., Anna y una hija sin nombre. Los Johnson se reunieron con el maestro de Tyrone cuando descubrieron que a pesar de que Tyrone era un jugador de baloncesto dotado, tenía un tartamudeo que preocupaba a los Johnson. Más allá de eso, no se sabe mucho sobre ellos, pero se supone que han estado en duelo debido a la huida de Tyrone que puede haberlos afectado más por la muerte de su hija y el encarcelamiento de Otis Johnson Jr.

## En otros medios
Otis y Adina Johnson, aparecen en la serie de Freeform, Cloak & Dagger, interpretados por Miles Mussenden y Gloria Reuben respectivamente. La promoción anterior tenía a Otis llamado Michael, pero se cambió poco antes del rodaje. Otis tiene un trabajo de escritorio en un lugar desconocido, mientras que Adina trabaja en el Golfo de Roxxon. Otis y Adina trabajan para que su hijo Tyrone crezca teniendo un futuro mejor, incluso después de la muerte de su otro hijo, Billy. En el episodio, "Call/Response", se revela que Otis tiene una asociación con un grupo de indios Mardi Gras, llamó a los Wild Red Hawks y que Otis hizo que Billy trabajara con ellos en una ocasión anterior. En el episodio "Ghost Stories",se muestra que Otis y Adina están perdidos en el aniversario de la muerte de Billy. Mientras Otis tiene a los Wild Red Hawks, la identificación de trabajo de Adina es tomada por Tandy Bowen para que pueda enfrentar a Peter Scarborough. En "Back Breaker", la jefa de policía, Duchamp, informa a Otis y Adina que el detective Connors ha sido suspendido en espera de la investigación. Ni Otis ni Adina reaccionan a ello. En su trabajo, se muestra a Adina teniendo una conversación inaudita con uno de los trabajadores. Más tarde esa noche, Adina le dice a Tyrone que ella quería protegerlo de la policía. Cuando la policía llega fuera de su casa para arrestar a Tyrone por supuestamente asesinar al oficial Fuchs, Adina le dice a Tyrone que corra. Otis se entera de lo que pasó. Cuando se enfrenta a Tyrone, quien está buscando su capa en el lugar de reunión de los Wild Red Hawks, Otis le da la capa y le dice que se aleje de aquí y que no tenga contacto con ellos. Después de que la crisis de Terrores terminó, Otis y Adina son vistos más tarde con la policía y el Padre Delgado, mientras Adina encuentra algo que Tyrone le dejó.
En la segunda temporada, Otis y Adina luego se toman un descanso el uno del otro a la luz de que Tyrone se ha convertido en un fugitivo. Cuando Connors quiere la redención de Tyrone, lo lleva a Otis, donde Connors menciona cómo su tío, el senador Asa Henderson, ocultó información sobre el encubrimiento de la muerte de Billy. Cuando se ha trasladado de la ubicación que tenía el senador Henderson, Tyrone lleva a Connors a Adina para el próximo curso de acción. Adina se debate entre vengar la muerte de Billy o mantenerlo vivo para Tyrone. Connors le menciona a Adina donde está enterrado el cuerpo de Billy. Después de cubrir su baño con plástico, Adina engaña a Connors para que se refresque y luego le dispara. Adina visita a Delgado y lo convence para que vuelva a ser sacerdote para que puedan ayudar a Tyrone. Ella confiesa que tan pronto como obtuvo la prueba de la inocencia de Tyrone, ella mató a Connors. Otis y Adina se reúnen donde ven la noticia de que Tyrone fue absuelto de todos los cargos y las noticias sobre el arresto del senador Henderson por su encubrimiento.